# Duché de Beaupréau
Le duché de Beaupréau situé sur la localité de Beaupréau (province d'Anjou, actuel département de Maine-et-Loire) fut d'abord une baronnie de la Maison de Montespedon avant d'être érigé en marquisat d'abord (février 1554) puis en duché simple (juin 1562) par le roi Charles IX pour Charles de Bourbon-Montpensier, prince de La Roche-sur-Yon (1515-1565) comme remerciement de ses actions militaires. Ce dernier décéda sans héritier mâle lui survivant. Au décès de son épouse, Philippe [Philippette] de Montespedon (✝1578), le duché de Beaupréau passera à la Maison de Scépeaux, puis à la famille de Gondi, à la Maison de Cossé-Brissac et à la famille de Neufville de Villeroy ; le duché finit avec la vente de la terre de Beaupréau en août 1737 à Jacques-Bertrand de Scépeaux (1704-1778), marquis et seigneur du duché de Beaupréau (mais pas duc de Beaupréau). 